# Conophytum turrigerum
Conophytum turrigerum är en isörtsväxtart som först beskrevs av Nicholas Edward Brown, och fick sitt nu gällande namn av Nicholas Edward Brown. Conophytum turrigerum ingår i släktet Conophytum, och familjen isörtsväxter. Inga underarter finns listade i Catalogue of Life.